# آیامه میساکی
آیامه میساکی (水崎 綾女 Misaki Ayame, زادهٔ ۲۶ آوریل، ۱۹۸۹) هنرپیشه اهل ژاپن و وابسته به شرکت سرگرمی هوریپرو است. او ابتدا کار خود را از مجلات گراور و برنامه رنگارنگ آغاز کرد و سپس به عنوان بازیگر مشغول به کار شد. از نقش‌های برجسته وی می‌توان به هیانا در حمله به تایتان (۲۰۱۵)، درخشندگی (۲۰۱۷)، و ایفای نقش سائوری شیبوکی در مجموعه نتفلیکس تحت عنوان آلیس در سرزمین مرزی اشاره کرد.